# Sierra del Carrascal de Parcent

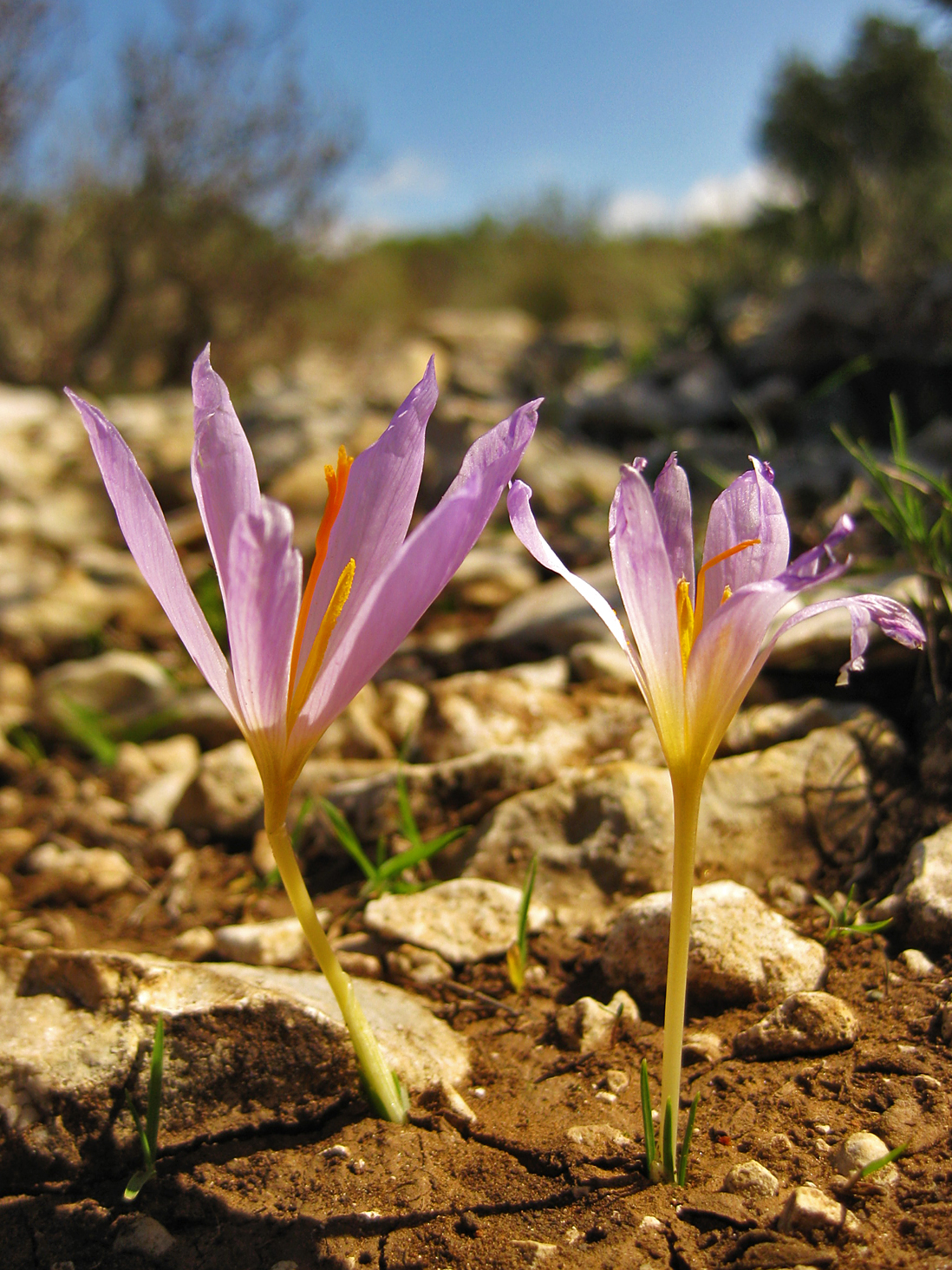
La Flora típica de la cumbre del Carrascal de Parcent

La sierra del Carrascal de Parcent es un macizo montañoso situado al oeste de Parcent y al noreste de Tárbena, (ambas en la provincia española de Alicante), separando así el Valle de Pop y el Valle del Algar. Tiene su cumbre en 994 m, y una estructura arqueada, y típicamente prebética, ya que forma parte de las terminaciones orientales de ese sistema. Destacan una serie de crestas suaves y una meseta en la espalda en el punto más septentrional de la sierra. La flora más común es el pino, aunque, como el nombre implica, anteriormente estaba poblada de carrascas.

## Rutas por la sierra
Hay un PR, el CV-158, que discurre tanto por esta sierra como por la del Ferrer, situada al sureste de la primera, y el Coll de Rates, que los separa.